# Спинорное расслоение
В дифференциальной геометрии, спинорное расслоение — локально тривиальное расслоение специального вида над (псевдо)римановым многообразием. Сечение спинорного расслоения, называемое спинорным полем, моделирует в физике фермионное поле в произвольном пространстве.

## Определение
Данное ниже определение обобщается естественным образом на случай псевдориманова многообразия произвольной сигнатуры. Пусть {\displaystyle (M,g)} — ориентируемое риманово многообразие, {\displaystyle \pi :\mathrm {F} _{\mathrm {SO} }(M)\to M} — расслоение ортонормированных реперов, {\displaystyle \rho :\operatorname {Spin} (n)\rightarrow \operatorname {SO} (n)} — двулистное накрытие. Спинорной структурой называют пару {\displaystyle (\mathrm {F} _{\mathrm {Spin} }(M),\varphi )}, где {\displaystyle \pi _{s}:\mathrm {F} _{\mathrm {Spin} }(M)\to M} — {\displaystyle \mathrm {Spin} (n)}-главное расслоение над {\displaystyle M}, {\displaystyle \varphi :\mathrm {F} _{\mathrm {Spin} }\to \mathrm {F} _{\mathrm {SO} }} — эквивариантное двулистное накрытие такое, что
{\displaystyle \pi \circ \phi =\pi _{s},\qquad \phi (pq)=\phi (p)\rho (q)\quad } для всех {\displaystyle p\in \mathrm {F} _{\operatorname {Spin} }} и {\displaystyle q\in \operatorname {Spin} (n)}.
Расслоение допускает спинорную структуру тогда и только тогда, когда второй класс Штифеля — Уитни w2(M) ∈ H2(M, Z2) обращается в ноль.
Пусть на {\displaystyle (M,g)} задана спинорная структура, тогда спинорным расслоением называют ассоциированное c {\displaystyle \mathrm {F} _{\mathrm {Spin} }(M)} расслоение с типичным слоем {\displaystyle V=\mathbb {C} ^{n}} с заданным спинорным представлением {\displaystyle \mathrm {Spin} (n)\to \mathrm {GL} (V)}. Его сечения называют спинорными полями.